# Wonder (romanzo)
(R. J. Palacio, Wonder, Appendice)
Wonder è il romanzo d'esordio di Raquel Jaramillo Palacio, pubblicato nel 2012 sotto lo pseudonimo di R. J. Palacio e uscito in Italia l'anno seguente. Il racconto segue le vicende di August Pullman, affetto da una deformazione craniofacciale, che per la prima volta affronta il mondo della scuola entrando in prima media.
In un'intervista, l'autrice racconta che l'idea di Wonder nasce da una sua esperienza personale: un giorno al parco, insieme ai figli, incontra una bambina affetta dalla Sindrome di Treacher Collins e la sua prima reazione è quella di alzarsi di scatto dalla panchina e allontanarsi, per timore che il figlio minore potesse spaventarsi e dire un commento spiacevole. Il profondo turbamento seguito al suo comportamento insensibile l'ha spinta a scrivere il romanzo.

## Trama
August Pullman è un bambino di dieci anni con una malformazione facciale che gli impedisce di svolgere una vita normale. Subisce molti interventi chirurgici e un po’ per questo e un po’ per paura della reazione degli altri bambini, i genitori decidono per un'istruzione a casa e, quindi, non far frequentare al figlio la scuola pubblica. Ma, quando August ha l'età adatta per frequentare la prima media, i genitori decidono che per lui è arrivato il momento di andare a scuola insieme agli altri e gli fanno visitare la Beecher Prep School. Il preside, il signor Kiap, decide di fargli mostrare la scuola da tre studenti di nome Jack Will, Charlotte e Julian che nella storia avranno un ruolo importante.
Durante la pausa pranzo nessuno studente osa sedersi accanto a lui tranne Summer, che si rivelerà una delle sue più grandi amiche. Julian, un bambino arrogante, antipatico e viziato, prende continuamente in giro August per il suo aspetto. Ma, quando i bambini in gita verranno coinvolti in una rissa con ragazzini più grandi, apriranno il loro cuore e mostreranno la parte più umana della loro personalità, tentando di proteggere August con il quale, al termine del romanzo, stringeranno una fedele amicizia.

## Struttura
Il libro è diviso in otto parti, ciascuna narrata in prima persona da un diverso personaggio:
- Parte prima — August
- Parte seconda — Via
- Parte terza — Summer
- Parte quarta — Jack
- Parte quinta — Justin
- Parte sesta — August
- Parte settima — Miranda
- Parte ottava — August

## Personaggi
- August "Auggie" Pullman: è il protagonista della serie, ha 10 anni e soffre di disostosi mandibolo-facciale . Ha una sorella di nome Via. È appassionato di Star Wars e i suoi migliori amici sono Jack e Summer. Dopo il campeggio farà amicizia con Amos, Miles ed Henry.
- Olivia "Via" Pullman: è la sorella maggiore di August. Ha 15 anni e ha un fidanzato di nome Justin.
- Justin: è il fidanzato di Olivia e suona il violino. Bravo ragazzo che sa inventare soluzioni sorprendenti. Indossa degli occhiali tondi per una probabile miopia e ha dei capelli neri e lunghi.
- Jack Will: Inizialmente personaggio ambiguo, si rivelerà, poi, il più grande amico che Auggie possa desiderare.
- Summer Dawson: Summer rappresenta il suo nome (cosa vuol dire questa frase? Che Summer è estiva? Solare?), è una ragazza che diventa molto amica di August dopo che si siede in mensa con lui il primo giorno di scuola.
- Julian Albans: è il bullo di August, nonostante sia uno dei ragazzi ai quali il signor Kiap ha chiesto di essere gentili con August. Nella sua vera natura è aggressivo e prepotente e abuserà verbalmente August insultandolo con battute offensive sul suo aspetto fisico. Alla fine verrà sospeso dalla scuola a causa del suo comportamento e della sua cattiva condotta e per punizione, non potrà fare il campeggio insieme agli altri ragazzi.
- Charlotte Cody: una ragazza molto intelligente alla quale il signor Kiap ha chiesto di essere gentile con August. È innamorata di Jack.
- Christopher: è un amico di August di vecchia data, che nel romanzo viene nominato facendo intendere l'importanza che ha avuto nella vita passata di August.
- Amos Conti: è l'atleta della classe. Diventerà amico di August dopo un po' di tempo.
- Miles ed Henry: sono amici di Julian che inaspettatamente aiuteranno Auggie.
- Signor Lawrence Kiap: è il preside della scuola di August. Ha accolto il ragazzo molto benevolmente alla Beecher Preep e per facilitarne l'inserimento, chiede a Jack, Julian e Charlotte di essere amichevoli nei suoi confronti e di mostrargli la scuola.
- Miranda: migliore amica di Olivia, cresciuta sin da piccola con lei e con August (considerato da lei alla stregua di un fratellino). Successivamente, l'amicizia tra lei e Via sembra persa ma Miranda non può rinunciare al contatto con Auggie.
- Isabelle Pullman: mamma di Auggie, donna con forte personalità e con la passione per il disegno. Molto protettiva nei confronti del figlio.
- Nate Pullman: padre di Auggie, uomo molto comico e divertente ma sa essere serio quando vuole.
- Mr. Browne: insegnante di Auggie. È un uomo comprensivo,  saggio e autorevole verso i suoi alunni.

## Accoglienza
La rubrica TuttoLibri de La Stampa ha accolto positivamente l'uscita del libro in Italia definendolo "strabiliante" ed encomiando la scrittrice per il tono "sincero, pieno, efficace, senza il minimo di retorica o scontatezza". Per l'articolista M. C. Carratù de la Repubblica il libro di R. J. Palacio è capace di evocare una "sfida epocale", quella di essere se stessi in un mondo avverso. "È una storia travolgente" per L'Osservatore Romano, e uno di quei romanzi "che ti fanno sentire bene, che ti scaldano nel profondo le ossa, come è capace solo il sole inatteso in una rigida giornata d'inverno".
Negli Stati Uniti è rimasto in classifica per 56 settimane e ha raggiunto la prima posizione nella sezione dei "children middle-grade" del New York Times best-sellers. L'editore italiano ha messo a disposizione la versione digitale del libro a 8.000 insegnanti di scuola primaria e secondaria per "sostenere e diffondere i valori racchiusi nella storia di August".

## Copertina
Gli editori di Francia, Germania e Regno Unito hanno pubblicato il libro con due copertine diverse: una per ragazzi e l'altra per adulti, in evidente contraddizione con lo slogan che recita: "non giudicare un libro (un ragazzo) dalla copertina (dalla faccia)". In Italia la copertina è unica.

## Spin-off
Il romanzo ha avuto tanto successo che i fan hanno richiesto all'autrice un sequel. In particolar modo, visto che il romanzo mostra i diversi punti di vista dei personaggi, hanno richiesto di poter leggere il racconto dal punto di vista di Charlotte, Julian e Christopher. L'autrice ha quindi scritto tra il 2013 e il 2014 tre libri spin-off, pubblicati negli Stati Uniti tra il 2014 e il 2015. In Italia il primo libro, A Wonder Story - Il libro di Julian, è stato pubblicato a maggio 2015, il secondo, A Wonder Story - Il libro di Christopher, nel gennaio 2016, mentre il terzo, A Wonder Story - Il libro di Charlotte, nell'ottobre 2016